# Atentado del hotel Radisson Blu de Bamako
El atentado del hotel Radisson Blu de Bamako fue un atentado terrorista cometido el 20 de noviembre de 2015 en Bamako, Mali, en la mañana del viernes 20 de noviembre de 2015. Fue reivindicado el mismo día 20 por el grupo yihadista Al Murabitun, junto a Al Qaeda del Magreb Islámico y liderado por el argelino Mokhtar Belmokhtar. El ministro francés de Defensa, Jean-Yves Le Drian, también declaró en una entrevista a la televisión TF1 que Belmokhtar era “probablemente” el cerebro del golpe terrorista de la capital de Mali. Dos días más tarde, el 22 de noviembre el mismo ataque fue también reivindicado por el Frente de Liberación de Masina con Ansar Dine.
Dos asaltantes armados irrumpieron en el hotel Radisson Blu aprovechando el momento en el que se producía el relevo en los equipos de seguridad del recinto y mantuvieron retenidas a 170 personas (140 de ellas eran clientes y las otras 30 trabajadores del hotel). El ataque se saldó según datos oficial hechos públicos por el presidente de Mali con la muerte de 18 de los rehenes –fueron asesinados por los asaltantes–, 1 policía y los 2 atacantes. Inicialmente se dio la cifra de 27 muertos.

## Antecedentes
En 2013, las fuerzas militares francesas dieron un severo revés a Al Qaeda tras obligarles a desplazarse hacia el norte del país y recuperar así el control de Mali. Uno de los grupos que fueron expulsados entonces fue Ansar Dine, cuyo líder, Iyad Ag Ghaly llamó a cometer ataques contra Francia y sus intereses en Mali.
Los atentados en Mali se intensificaron tras la firma del Acuerdo de Paz y Reconciliación nacional entre el gobierno y la Coordinadora de movimientos del Azawad (CMA) en representación a los rebeldes tuareg el 20 de junio de 2015 y boicoteados por el grupo Ansar Dine.
- El 10 de junio en Misséni, región de Sikasso, yihadistas matan a un policía, quemaron vehículos y izan su bandera negra en el campo militar.
- El 14 de junio, estallan los combates en el norte de Gao entre miembros de Al Murabitun unidos al Estado islámico y yihadistas leales a Al Qaeda.
- El 16 de junio, mueren cinco combatientes del Frente de Liberación de Macina y un soldado maliense resulta herido en un enfrentamiento cerca de Mopti.
- El 27 de junio, el ejército de Mali logra rechazar en Nara un ataque yihadista. Mueren tres soldados malienses y nueve atacantes.
- El 28 de junio, hombres armados que afirman ser Ansar Dine toman el control por unas horas de la ciudad de Fakola sin resistencia, antes de retirarse.
- El 2 de julio, AQMI tiende una emboscada a un convoy de cascos azules de Burkina Faso en Takumbaut entre Tombuctú y Gundam provocando seis muertos y cinco heridos.
- El 16 de julio, el ejército de Mali ataca y desmantela un campamento yihadista en el bosque de Sama, cerca de la frontera con Costa de Marfil. En la acción militar mueren o son capturados varias decenas de islamistas.
- El 20 de julio hay combates en Talataye y Idelimane cerca de Ansongo según la CMA que afirma haber tenido dos muertos en sus filas frente a doce muertos y quince heridos entre las milicias progubernamentales a las que también acusa de la muerte tres civiles.
- El 1 de agosto, dos soldados malienses murieron y cuatro resultaron heridos en una emboscada cerca Toule entre Nampala y Diabaly.
- El 3 de agosto, un grupo de yihadistas ataca Gurma-Rharus y mata a once guardias nacionales.
- El 7 de agosto se produce un ataque y toma de rehenes  en el que mueren 13 persona entre personal de la MINUSMA, militares malienses y asaltantes.
- El 10 de agosto, un vehículo militar topa con una mina entre Dia y Diafarabé, en Ténenku  matando a tres soldados.
- En la noche del 12 de agosto, el puesto de policía de la estación de Sogoninko en Bamako es el blanco de un ataque perpetrado por desconocidos que provoca dos heridos.
- En la noche del 13 al 14 de agosto, varios hombres armados penetran en el pueblo de Barkéru en la ciudad de Nampala, círculo Niono, Región de Segú y matan al imán El Hadj Sekou Ba.[10]
- El 24 de octubre tres civiles murieron y dos cascos azules resultaron heridos en la explosión de minas en los alrededores de Tessalit, al norte de Kidal.[9]

## Desarrollo
Dos hombres armados se abrieron paso a tiros por una barrera de seguridad del hotel Radisson Blu al grito de "Alá es grande" en torno a las 7:00 a. m. (horal local y UTC) del viernes 20 de noviembre de 2015. Los asaltantes entraron primero a la zona de la cocina y el restaurante y posteriormente subieron las 7 plantas del establecimiento piso por piso disparando y dejando marchar a aquellos que demostraron saber recitar versos del Corán. Otros huéspedes escaparon por cuenta propia o fueron rescatados más tarde por las fuerzas de seguridad. 18 de ellos fueron ejecutados por los asaltantes.
En un principio en el edificio había 170 personas: 140 clientes y 30 miembros del personal del hotel. Uno de los testigos del ataque fue el cantante guineano Sékouba Bambino Diabate, quien se encontraba alojado en ese momento y afirmó haber escuchado a los asaltantes preparar el ataque en la habitación colindante y hablando entre ellos en inglés ("¿La has cargado?", "Vamos allá"). El presidente de Mali, Ibrahim Boubacar Keïta, se encontraba en esos momentos en Chad de viaje oficial y regresó de inmediato a Bamako al conocer la noticia. Finalmente, el atentado se saldó según datos oficiales con la muerte de 18 rehenes, 1 policía y los 2 terroristas abatidos tras 7 horas de asedio. 
En el asalto de las fuerzas de seguridad al hotel para rescatar a los rehenes además de las Fuerzas Armadas de Malí participaron fuerzas de Francia, EE. UU. y de la ONU (MINUSMA).

### Procedencia de los rehenes
Entre los rehenes se encontraban:
- 20 ciudadanos indios que lograron salir con vida.
- 12 tripulantes de Air France. Todos ellos a salvo al finalizar el secuestro.
- 10 turistas chinos, tres de los cuales fueron rescatados.
- 7 empleados de Turkish Airlines, 5 de los cuales lograron escapar según un alto cargo turco.
- 1 turista español que no se encuentra entre las víctimas.

### Nacionalidad de las víctimas
Víctimas extranjeras identificadas:
- 3 ejecutivos chinos de China Railway Construction Corp.. (Zhou Tianxiang, Wang Xuanshang y Chang Xuehui)[12]
- 6 empleados de una empresa aviación rusa[13]
- 1 mujer estadounidense, Anita Datar, especialista en salud y desarrollo[14]
- 2 belgas
- 1 senegalés
- 1 ciudadano israelí de origen venezolano, Samuel Benalal, asesor de educación[15]

### Autoría del atentado
El mismo día 20 de noviembre el ataque fue reivindicado por Al Murabitun un grupo liderado por Mojtar Belmojtar, extremista argelino relacionado con Al Qaeda que se formó militarmente luchando contra las fuerzas soviéticas en Afganistán, en coordinación con Al Qaeda en el Magreb Islámico.
Dos días más tarde, el 22 de noviembre el mismo ataque fue también reivindicado en un comunicado enviado a Radio France International por el Frente de Liberación de Macina como una reacción a los ataques de la fuerza 'Barkane' -del Ejército francés- y las Fuerzas Armadas malienses contra los miembros del FLM y Ansar Dine.
Dos meses más tarde, el 15 de enero de 2016 el mismo grupo, Al Murabitún con un operativo similar organizó el ataque al Hotel Splendid de Uagadugú (Burkina Faso) también con toma de rehenes y más de 26 muertos.